# (4911) Rosenzweig
(4911) Rosenzweig est un astéroïde de la ceinture principale.

## Description
(4911) Rosenzweig est un astéroïde de la ceinture principale. Il fut découvert le 16 octobre 1953 à Brooklyn par Indiana University. Il présente une orbite caractérisée par un demi-grand axe de 2,64 UA, une excentricité de 0,18 et une inclinaison de 13,0° par rapport à l'écliptique.

## Compléments